# Chaceon chuni
Chaceon chuni är en kräftdjursart som först beskrevs av Enrique Macpherson 1983.  Chaceon chuni ingår i släktet Chaceon och familjen Geryonidae. Inga underarter finns listade i Catalogue of Life.